# Fiera dei Morti

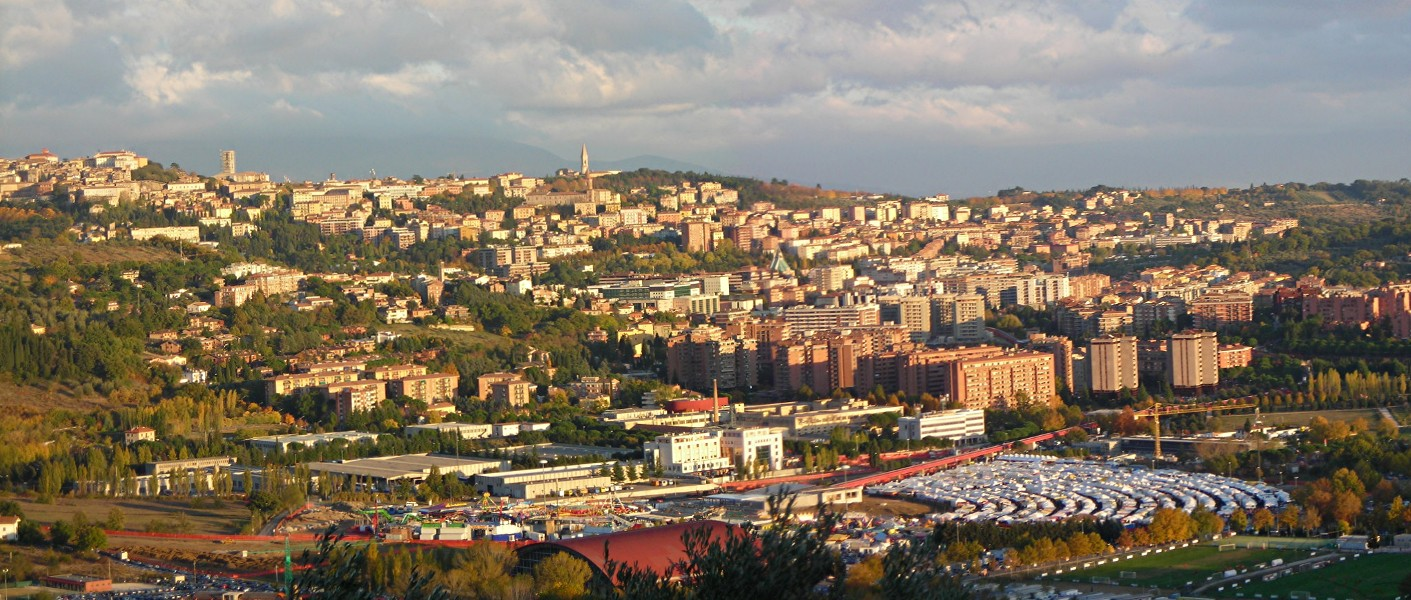
Vista della Fiera dei Morti e dei baracconi, a Pian di Massiano.

La Fiera dei Morti è una mostra mercato che si tiene annualmente a Perugia, in concomitanza con le celebrazioni di Tutti i Santi e la Commemorazione dei defunti. 
Tradizionalmente, viene svolta durante la prima settimana di novembre.

## Storia
Le origini della fiera risalgono al XI secolo. Infatti, nell'Archivio Storico Comunale si trovano notizie di un grande mercato tenuto a Perugia, che era già consuetudine dal 1260. 
La fiera, sin da subito, diviene la più importante dell'Umbria e coinvolge commercianti provenienti da numerose zone d'Italia.
La tradizione delle fiere durante il Medioevo era diffusa in tutta Europa e svolgeva un'importante funzione economica. La vita era strettamente connessa all'agricoltura e, il contesto del mercato, favoriva l'incontro tra commercianti e agricoltori provenienti da diverse aree, per poter vendere e comprare i prodotti della terra e il bestiame.
Il mercato periodico è incontro tra culture ed espressione della città: accanto ai prodotti tipici del luogo in cui la fiera veniva svolta, trovavano posto svariate mercanzie, provenienti da tutta la Penisola. Il ruolo di interscambio e aggregazione svolto dalle fiere è evidenziato anche dal fatto che tra i prodotti venduti non c'erano soltanto merci agricole, ma anche opere d'arte e libri.
La manifestazione aveva come scopo anche quello di ricordare i defunti in un clima di aggregazione e tutti gli abitanti della città e delle aree rurali si riunivano a tale scopo. 
A questa tradizione si lega la preparazione dei Dolci dei morti, anche detti Fave dei morti, dei biscotti a base di mandorle diffusi in Italia in tante varianti, che vengono preparati in occasione della Commemorazione dei defunti.
Durante la festa in città si tenevano dei giochi tradizionali, che anche in seguito rimasero associati allo svolgimento della fiera. I documenti attestano che tra questi c'erano la caccia al toro, la corsa del palio e la quintana. 
La distinzione tra i giochi non era netta, ma erano tutti regolamentati e prevedevano un premio finale che poteva consistere anche in una porchetta. 
Inoltre, in quei giorni in città accorrevano saltimbanchi, cantastorie e giocolieri, per mettere in mostra le loro arti.
La durata della fiera non era prestabilita. Ciò dipendeva da una consuetudine medievale diffusa tra i mercanti di professione. La merce acquistata non veniva pagata subito e in contanti, ma spesso con l'emissioni di lettere di fiera, riscuotibili in seguito o durante successivi mercati. Pertanto, la fiera poteva perdurare per diversi giorni, fino ad ospitare i mercanti per mesi.
Per quanto riguarda il luogo di svolgimento, nello Statuto del 1279 si definiscono diverse aree della città in base alla merce venduta. Il mercato del bestiame grosso (bovini e cavalli) veniva collocato presso Porta San Pietro, luogo adatto poiché dotato di ampi spazi aperti. In questo borgo, il mercato si protrae fino al XIX secolo, quando viene collocato nell'attuale zona di Piazza d'Armi. La vendita degli ovini, dei suini e del pollame avveniva nelle aree di Ponte San Giovanni e Ponte Nuovo. Questi spazi aperti e pianeggianti venivano riservati al bestiame per collocare il bestiame, senza impedire il transito nelle zone più popolate della città. Tutte le altre merci – dette minute – venivano vendute nell'area che corrisponde all'attuale Piazza IV Novembre.
Interrotta soltanto durante l'epidemia di peste che colpì Perugia, la fiera riprende regolarmente dal 1530. La consuetudine permane anche nel XVII secolo, quando il mercato assume il nome di “Fiera dei Defunti”.
Durante il periodo della dominazione francese in Italia, tra la fine del XVIII e l'inizio del XIX secolo, la fiera non viene soppressa. Le cronache del tempo confermano il carattere tradizionale della manifestazione, che si sviluppa con una sorta di continuità nonostante le vicende della storia di Perugia. 
Questo è anche dovuto all'assoluta libertà che veniva lasciata ai mercanti nella loro professione. Il particolare regime giuridico e la speciale franchigia riservata ai commercianti, li rendeva immuni da qualsiasi forma di dazio o tributo.
Nell'Ottocento la manifestazione assume il nome attuale di Fiera dei morti ed è ormai conosciuta in tutta Italia.
Nel corso del XX secolo, la fiera continua ad essere svolta anche nei periodi interessati dai due conflitti mondiali. 
Si hanno notizie del tentativo di cambiare nome alla fiera in Fiera della Vittoria, per sottolineare lo spirito patriottico nazionale, nel momento di ingresso dell'Italia nella Seconda Guerra Mondiale. 
Nel 1975, la location del mercato viene spostata nell'area verde di Pian di Massiano.

## La Fiera dei Morti oggi
Oggi la fiera si svolge durante la prima settimana di novembre nell'area di Pian di Massiano. Nel corso degli anni è stata ospitata da nuovi spazi, in particolare Piazza del Bacio e Corso Vannucci.
La vasta offerta di prodotti rende la fiera un luogo di incontro e di aggregazione per molti cittadini di Perugia e non.
Altro importante polo di attrazione è rappresentato dai baracconi, il luna park che viene allestito nelle aree di Pian di Massiano, limitrofe alla fiera. Le attrazioni presenti non sono altro che la conseguenza di un antico retaggio che legava il mercato periodico allo svolgimento di giochi e alla presenza di saltimbachi, provenienti da tutta la Penisola.
Inoltre, è da sottolineare il carattere multietnico che la fiera ha assunto negli ultimi anni, grazie alla presenza di stand riservati ai prodotti tipici, soprattutto artigianato ed enogastronomia, delle città gemellate con Perugia.
Nel 1978, presso Palazzo dei Priori, viene allestita una mostra fotografica e documentaria che racconta le vicende della fiera nel corso delle varie epoche storiche.